# Buthidae
I Butidi (Buthidae C.L. Koch, 1837) sono una famiglia di aracnidi dell'ordine Scorpiones, che comprende oltre 1000 specie diffuse in tutti i continenti tranne l'Antartide.

## Descrizione
La famiglia comprende scorpioni di piccola e media taglia, con dimensioni che vanno dai 20 ai 120 mm. Presentano lo sterno del cefalotorace vagamente triangolare. Alcune zampe hanno spine sulle tibie.
La maggior parte di questi scorpioni è velenosa, ma solo poche specie sono letali per l'uomo. Il loro veleno paralizza i muscoli, inclusi quelli dell'apparato respiratorio e del cuore.

## Biologia
Come in tutti gli scorpioni, i giovani sono partoriti e si portano sul dorso della madre. Essi possono impiegare molti anni per completare lo sviluppo.

## Distribuzione e habitat
Le specie di questa famiglia hanno una distribuzione cosmopolita.
Vivono in vari habitat, dal deserto alle foreste umide, nelle crepe delle rocce e sotto sassi, tronchi e cortecce.

## Tassonomia
La famiglia comprende i seguenti generi:
- Afghanobuthus Lourenço, 2005
- Afroisometrus Kovařík, 1997
- Akentrobuthus Lamoral, 1976
- Alayotityus Armas, 1973
- Ananteris Thorell, 1891
- Ananteroides Borelli, 1911
- Androctonus Ehrenberg, 1828
- Anomalobuthus Kraepelin, 1900
- Apistobuthus Finnegan, 1932
- Australobuthus Locket, 1990
- Babycurus Karsch, 1886
- Baloorthochirus Kovařík, 1996
- Birulatus Vachon, 1974
- Buthacus Birula, 1908
- Butheoloides Hirst, 1925
- Butheolus Simon, 1882
- Buthiscus Birula, 1905
- Buthoscorpio Werner, 1936
- Buthus Leach, 1815
- Centruroides Marx, 1890
- Charmus Karsch, 1879
- Cicileiurus Teruel, 2007
- Cicileus Vachon, 1948
- Compsobuthus Vachon, 1949
- Congobuthus Lourenço, 1999
- Darchenia Vachon, 1977
- Egyptobuthus Lourenço, 1999
- Femtobuthus Lowe, 2010
- Gint Kovařík, Lowe, Plíšková & Šťáhlavský, 2013
- Grosphus Simon, 1880
- Hemibuthus Pocock, 1900
- Hemilychas Hirst, 1911
- Himalayotityobuthus Lourenço, 1997
- Hottentotta Birula, 1908
- Iranobuthus Kovařík, 1997
- Isometroides Keyserling, 1885
- Isometrus Ehrenberg, 1828
- Karasbergia Hewitt, 1913
- Kraepelinia Vachon, 1974
- Lanzatus Kovařík, 2001
- Leiurus Ehrenberg, 1828
- Liobuthus Birula, 1898
- Lissothus Vachon, 1948
- Lychas Koch, 1845
- Lychasioides Vachon, 1974
- Mauritanobuthus Qi & Lourenço, 2007
- Mesobuthus Vachon, 1950
- Mesotityus González-Sponga, 1981
- Microananteris Lourenço, 2003
- Microbuthus Kraepelin, 1898
- Microcharmus Lourenço, 1995
- Microtityus Kjellesvig-Waering, 1966
- Neobuthus Hirst, 1911
- Neogrosphus Lourenço, 1995
- Neoprotobuthus Lourenço, 2000
- Odontobuthus Vachon, 1950
- Odonturus Karsch, 1879
- Orthochiroides Kovařík, 1998
- Orthochirus Karsch, 1891
- Pantobuthus Lourenço & Duhem, 2009
- Parabuthus Pocock, 1890
- Pectinibuthus Fet, 1984
- Physoctonus Mello-Leitao, 1934
- Picobuthus Lowe, 2010
- Plesiobuthus Pocock, 1900
- Polisius Fet, Capes & Sissom, 2001
- Psammobuthus Birula, 1911
- Pseudolissothus Lourenço, 2001
- Pseudolychas Kraepelin, 1911
- Pseudouroplectes Lourenço, 1995
- Razianus Farzanpay, 1987
- Rhopalurus Thorell, 1876
- Riftobuthus Lourenço, Duhem & Cloudsley-Thompson, 2010
- Sabinebuthus Lourenço, 2001
- Saharobuthus Lourenço & Duhem, 2009
- Sassandiothus Farzanpay, 1987
- Somalibuthus Kovařík, 1998
- Somalicharmus Kovařík, 1998
- Thaicharmus Kovařík, 1995
- Tityobuthus Pocock, 1893
- Tityopsis Armas, 1974
- Tityus Koch, 1836
- Troglorhopalurus Lourenço, Baptista & Giupponi, 2004
- Troglotityobuthus Lourenço, 2000
- Uroplectes Peters, 1861
- Uroplectoides Lourenço, 1998
- Vachoniolus Levi, Amitai & Shulov, 1973
- Vachonus Tikader & Bastawade, 1983
- Zabius Thorell, 1893

### Alcune specie

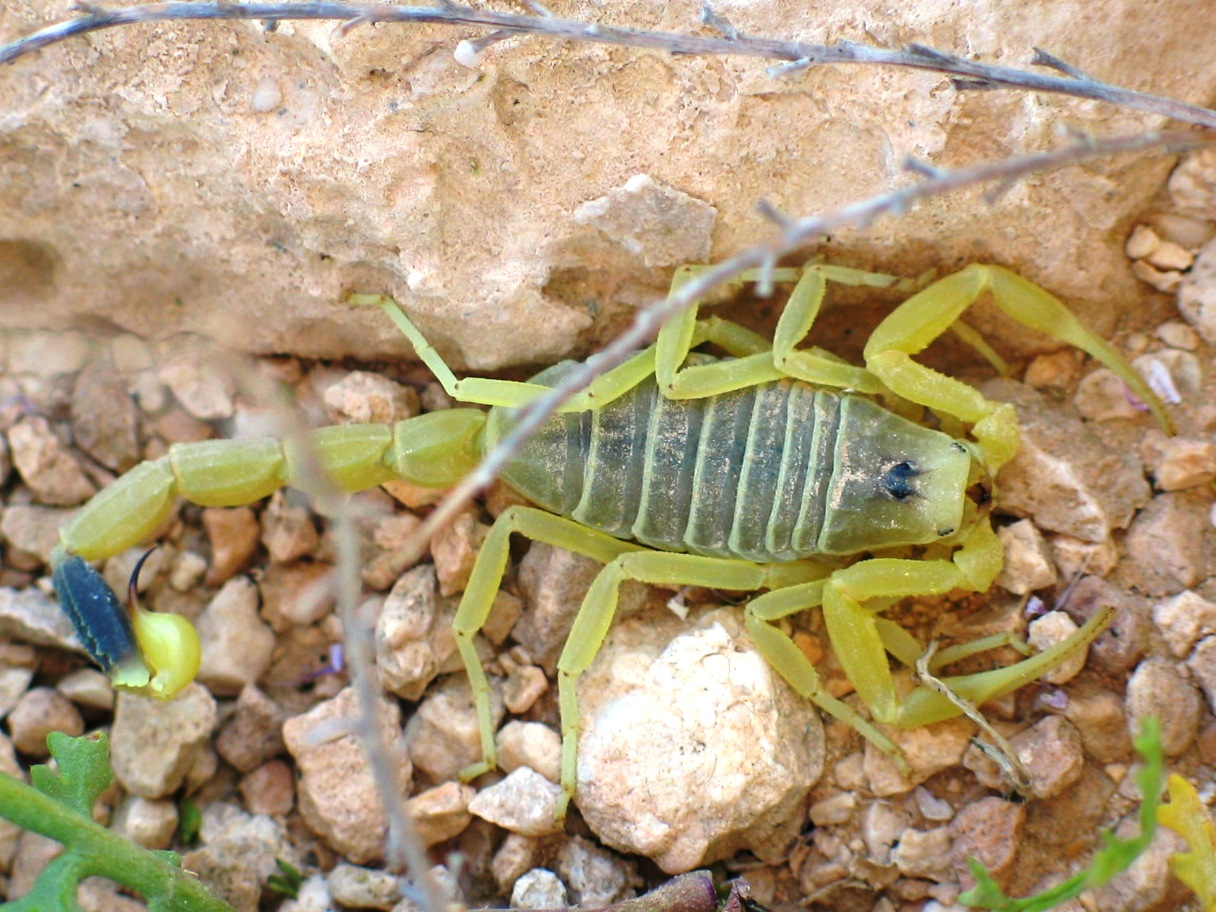
Leiurus quinquestriatus
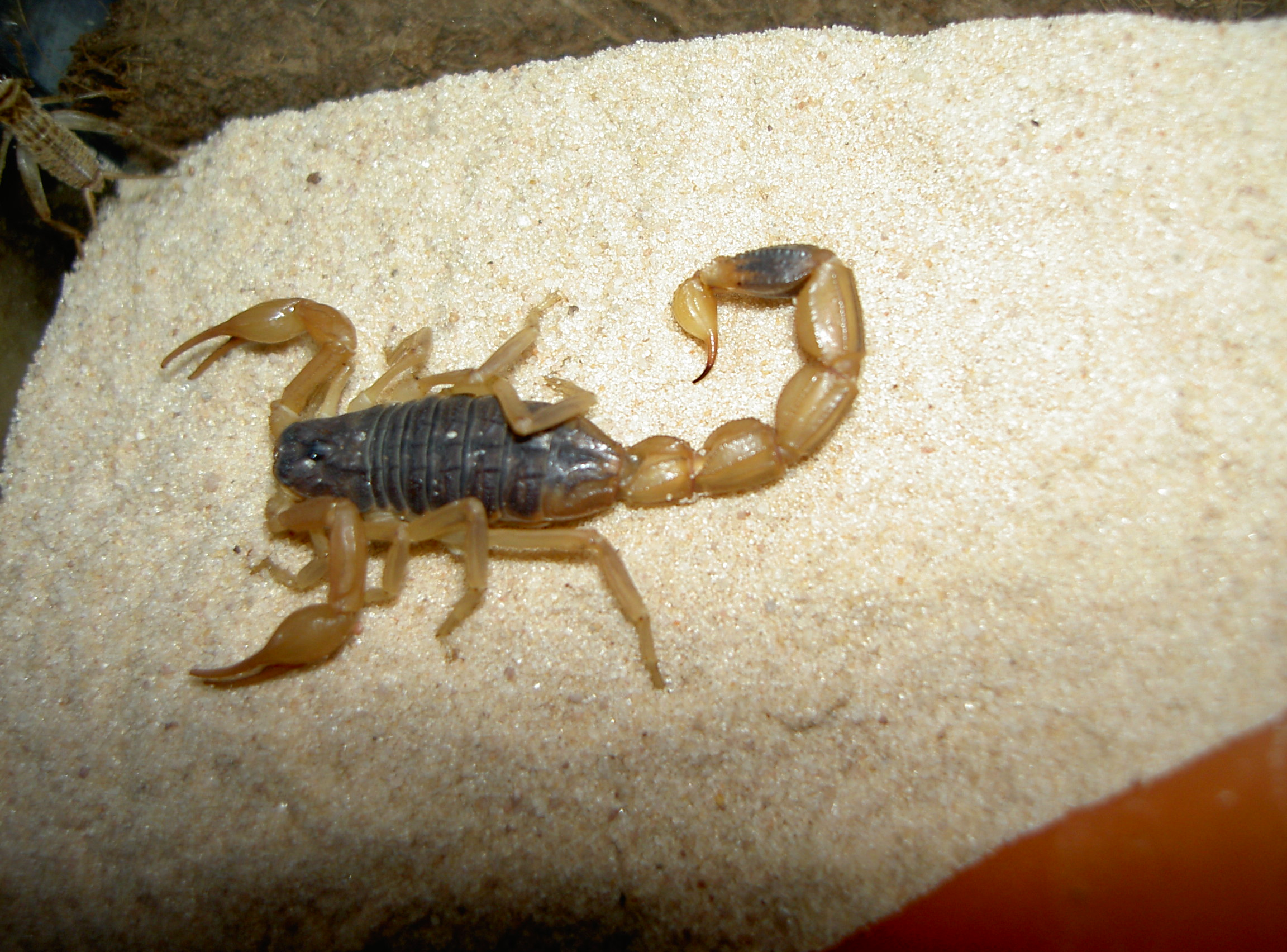
Mesobuthus martensii
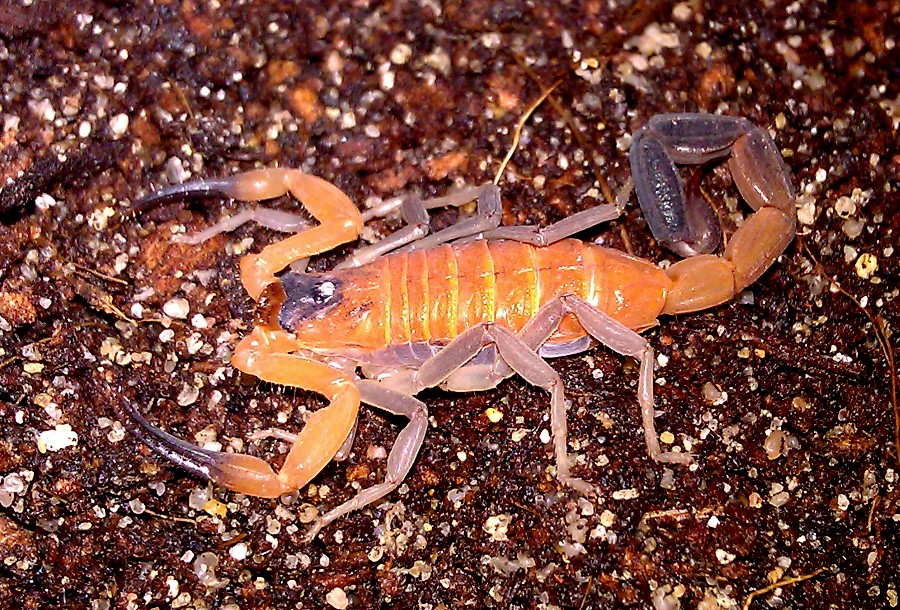
Rhopalurus junceus